# Matej Hrebenda
Matej Hrebenda (10. března 1796, Rimavská Píla – 16. března 1880, Hnúšťa) byl slovenský národní buditel, básník a sběratel lidové slovesnosti. Byl prvním distributorem slovenských knih.

## Život a dílo
Otec byl velmi chudý, navíc v deseti mu zemřela matka, takže se brzy musel začít živit sám. V patnácti letech oslepl a zůstal po zbytek života nevidomým. Stal se pomocníkem (mendikem) evangelického faráře v jeho rodné obci (později v Hrlici a Rimavském Brezovu), vzdělával se tak, že prosil lidi, aby mu četli z knih. Roku 1814 nadiktoval také své první básně. Roku 1816 se stal obecním vyvolávačem v Krokavě o rok později stejnou pozici získal v Hačavě (dnes součást města Hnúšťa), kde se natrvalo usadil. Zde se i oženil a měl dvě děti, jeho žena však roku 1831 zemřela na choleru. Jeho druhá žena byla chromá. Žili ve velké chudobě, ze které se jim po čase podařilo trochu vymanit, když se on začal živit tzv. suplikantskými cestami, na nichž (jak bylo tehdy u slepců obvyklé) žebral prostředky na nějaký projekt, jako byla stavba škol, knihoven nebo kostelů. Procestoval přitom celé tehdejší Rakousko-Uhersko, navštívil i Prahu. Od roku 1842 si mohl dovolit na cestách pomocníka, ten pak na slovenském venkově zapisoval lidové písně a říkačky. Na cestách sbíral i staré knihy a nosil je do různých institucí (např. Matici slovenské daroval 26 vzácných svazků, Slovenskému gymnáziu v Revúci nakonec předal celou svou knihovnu), nebo slovenským intelektuálům té doby, s nimiž tak navázal blízký vztah - patřili k nim Ján Kollár, Ľudovít Štúr nebo Jozef Miloslav Hurban. V roce 1860 napsal vlastní životopis, jež je považován za jeho nejvýraznější literární dílo. V roce 1874 vydal Zborník slovenských národných piesní, prísloví, porekadiel, hádok, hier, obyčají a povier.
V roce 2019 obsadil v anketě Najväčší Slovák 61. místo.